# Trzcińsko-Zdrój
Trzcińsko-Zdrój (en allemand : Bad Schönfließ) est une ville de la voïvodie de Poméranie-Occidentale, dans le nord-ouest de la Pologne. Elle est le siège de la gmina de Trzcińsko-Zdrój, dans le powiat de Gryfino. Sa population s'élevait à 2 465 habitants en 2013. 